# Ujamaa
L'Ujamaa è il concetto base delle politiche di sviluppo economico e sociale di Julius Nyerere, presidente della Tanzania, subito dopo il raggiungimento dell'indipendenza dalla Gran Bretagna nel 1962.
Nel 1967, Nyerere pubblicò il suo progetto di sviluppo intitolato la Dichiarazione di Arusha, nella quale sottolineava la necessità di un modello africano di sviluppo. Questo documento fu la base del socialismo africano. Ujamaa è una parola in lingua swahili che significa "famiglia estesa" o familyhood. Una delle caratteristiche di questo concetto è che una persona diviene ciò che è attraverso la gente o la comunità. Per Nyerere, famiglia estesa significa che ogni individuo è al servizio della comunità. Quindi, l'Ujamaa è un concetto che indica una comunità in cui la cooperazione e l'avanzamento collettivo fanno parte del modus vivendi di ogni individuo. Tale ideologia è stata anche descritta come "socialismo rurale". Nell'Ujamaa l'acquisizione personale non è proibita, ma viene privilegiato il possesso comune delle risorse primarie - la terra anzitutto - dei mezzi di produzione, e una distribuzione più egualitaria della ricchezza prodotta fra i membri della comunità.
Nyerere usò questo concetto come base di un progetto di sviluppo nazionale. Ha tradotto l'Ujamaa in un modello di gestione politico-economico nei seguenti modi:
1. La creazione di un sistema monopartitico, con al vertice il Chama Cha Mapinduzi (CCM, ex TANU), con lo scopo di rendere coesa la Tanzania;
2. L'istituzionalizzazione dell'uguaglianza sociale, economica e politica tramite la creazione di una democrazia centrale, l'abolizione della discriminazione basata sullo status di nascita e la nazionalizzazione dei settori-chiave dell'economia;
3. La villagization (cioè il raggruppamento della popolazione delle campagne in determinati villaggi, detti villaggi Ujamaa) della produzione, che collettivizzava tutte le produzioni locali;
4. Il raggiungimento dell'autosufficienza (self-reliance) per la Tanzania dal punto di vista dell'economia e dal punto di vista della cultura. Per quel che riguarda l'economia, ognuno avrebbe lavorato sia per il gruppo, che per se stesso; per quel che riguarda la cultura, i tanzaniani avrebbero dovuto imparare a liberarsi dalla dipendenza dalle potenze europee. Per Nyerere, ciò significava anche imparare a fare cose per sé e imparare a essere soddisfatti di ciò che si poteva ottenere in uno stato indipendente;
5. Lo sviluppo dell'istruzione gratuita e obbligatoria per tutti i tanzaniani, allo scopo di sensibilizzarli ai principi dell'Ujamaa;

Alla fine, una serie di fattori ha contribuito al crollo del modello di sviluppo basato sul modello Ujamaa. Tra questi, possiamo ricordare la crisi petrolifera degli anni settanta, il crollo del prezzo di esportazione di alcuni beni (in particolare, caffè e canapa), la mancanza di investimenti diretti dall'estero (IDE) verso il paese e lo scoppio della guerra contro l'Uganda nel 1978 che privò la giovane nazione tanzaniana di molte risorse.
Bisogna inoltre considerare lo sviluppo in senso autoritario e burocratico che ebbero la formazione dei villaggi ujamaa, tanto che le cooperative spontanee vennero chiuse, e lo stesso ruolo del partito TANU (CCM), che si trasformò da strumento di partecipazione, in strumento di controllo sul paese. L'inasprimento dell'ideologia della pianificazione ebbe un impatto molto negativo sulla produzione e, di conseguenza, sulla disponibilità di alimenti.
In particolare, una conseguenza di questa collettivizzazione fu il drenaggio dei capitali che, in precedenza, erano andati a finanziare i deficit pubblici. Infatti, i vari paesi donatori continuarono a garantire lo stesso afflusso di capitali, ma non fecero lo stesso il FMI e la Banca internazionale per la ricostruzione e lo sviluppo (Banca mondiale), che subordinarono la ripresa degli aiuti alla messa in atto di misure economiche liberiste, volte, cioè, alla riduzione della spesa pubblica. Queste condizioni avrebbero poi avuto un peso non trascurabile sulle vicende politiche tanzaniane.